# Cynewulf van Wessex
Cynewulf was van 757 tot 786 koning van Wessex en voerde voortdurend oorlog tegen Wales.
Cynewulf kwam aan de macht toen hij een opstand leidde tegen zijn voorganger Sigeberht. Sigeberht doodde vervolgens een van zijn eigen ealdormannen en werd op zijn beurt door diens varkenshoeder om het leven gebracht. Cynewulf zelf werd later door Cyneheard gedood, de broer van Sigebert. Het voorval is bekend geworden door de loyaliteit van zijn mannen, die liever in het harnas stierven dan over te lopen of zich over te geven, ook nadat Cynewulf zelf al was gedood.
Cynewulf erkende het opperkoningschap van koning Æthelbald van Mercia, maar stelde zich tegen diens opvolger Offa onafhankelijk op. Cynewulf veroverde na de dood van Æthelbald delen in het betwiste gebied van de boven-Theems, maar later, vooral na de verloren slag bij Berisington in 779, moest hij gebied aan Mercia prijsgeven. Cynewulf werd na zijn dood door Beorhtric opgevolgd.
- Encyclopædia Britannica. Cynewulf.

Cerdic · Cynric · Ceawlin · Ceol · Ceolwulf · Cynegils · Cwichelm · Cenwalh · Penda van Mercia/Cenberht (?) · Cenwalh · Seaxburg · Æscwine · Centwine · Cædwalla · Ine · Æthelheard · Cuthred · Sigeberht · Cynewulf · Beorhtric · Egbert · Æthelwulf · Æthelbald · Æthelberht · Æthelred · Alfred de Grote · Eduard de Oudere · Æthelstan